# Jalaun (miasto)
Jalaun (hindi जालौन) – miasto w północnych Indiach w stanie Uttar Pradesh, na Nizinie Hindustańskiej.
Populacja miasta w 2001 roku wynosiła 50 033 mieszkańców.